# Sirne
Sirne (en grec antic Σύρνα), va ser, segons la mitologia grega, l'epònima de la ciutat de Sirnos. Era filla de Damet, rei de Cària.
Havia caigut d'una teulada i estava en perill de mort, quan es va presentar Podaliri davant del rei, i, amb permís del seu pare, va fer-li a Sirne una sagnia als braços i la va curar. Damet, com a recompensa, casà la seva filla amb el seu salvador. Podaliri va fundar la ciutat de Sirnos en honor de la seva dona.